# 小早月川
小早月川（こはやつきがわ）は、富山県魚津市、滑川市と中新川郡上市町を流れる二級河川で、早月川の支流である。流長は約10 km。

## 概要
全国初の市民投資による小水力発電所が設置され、「エネルギーの地産地消」の先駆けとなった。
小早月川は水量が安定しており、早月川渇水時の避難所として生態系上重要である。

## 地理
大倉山を源流として西側へと流れていき箕輪地区で早月川と合流する。
流域にある濁谷山はしばしば土砂崩れを起こし、小早月川の水を濁していたが、治山工事が行われ、現在は崩壊はあまり起こらなくなった。

## 生態
小早月川は度々渇水を起こす早月川本流と比べると、安定して水が流れており，カジカやイワナ、ヤマメなど冷水域を好む魚類が確認された。本流の水の増減が激しい河川では，このような支流は魚にとって非常に重要な避難場所であると考えられる。

## 小早月発電所
小早月発電所（こはやつきはつでんしょ）は、地域の民間企業主導で全国で初めて市民出資により建設・設置された小水力発電所である。2005年に富山県内の地元経済人からの資本金出資の協力を得て、株式会社アルプス発電を設立し、2014年9月に営業運転を開始した。

## 集落
小早月川流域の集落は虎谷のみである。虎谷はかつて金鉱があり賑わった。